# 야마다 다이치 (각본가)
야마다 타이치(일본어: 山田 太一, 1934년 6월 6일~2023년 11월 29일)는 일본의 각본가이자 소설가이다.